# 高松琴平電気鉄道2000形電車
高松琴平電気鉄道2000形電車（たかまつことひらでんきてつどう2000かたでんしゃ）は、高松琴平電気鉄道（琴電）に在籍した電車（制御車）である。
3両 (210・220・230) が存在した。

## 概要

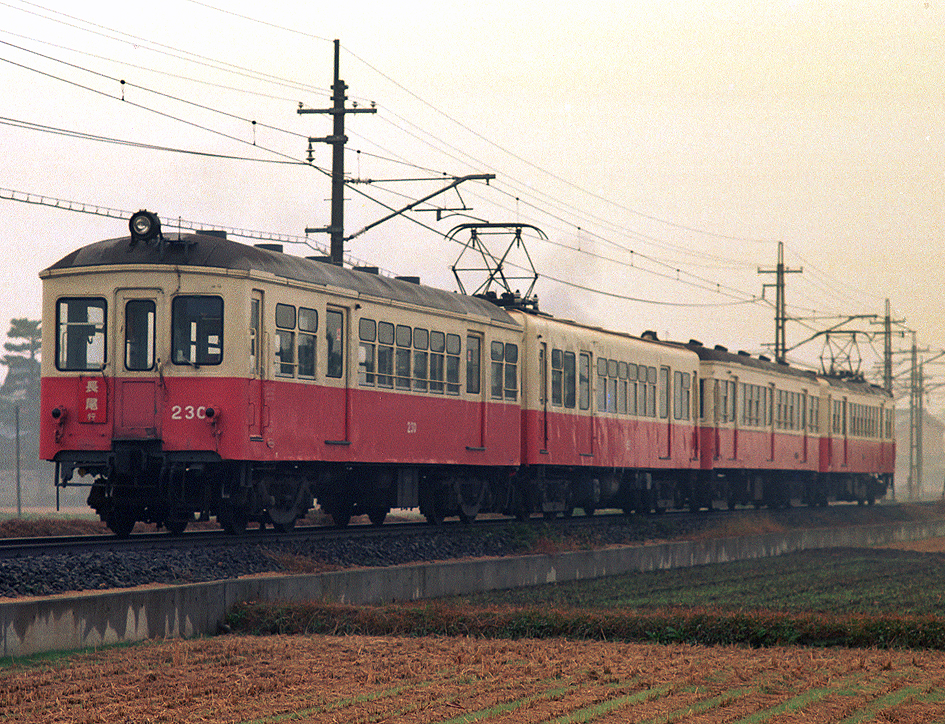
2000形230+60形65+850形850+750形760

もと宮城電気鉄道（現在の東日本旅客鉄道仙石線）の木造車サハ301形サハ301 - サハ303である。1926年（大正15年）日本車輌製造東京支店製。1944年（昭和19年）、鉄道省に戦時買収される直前に制御車化されてクハ301形クハ301 - クハ303となり、1952年（昭和27年）に廃車となった後に琴電が譲り受けた。
琴電では制御車2000形 (210・220・230) となり琴平線で運用された。

## その後の変遷
230は1957年（昭和32年）に鋼体化改造され、片運転台の制御車となった。側面はバス窓の客用窓を伴った片開き2扉（側面窓配置はd2D6D2。dは乗務員室扉、Dは客用扉、数字は窓の数）となり、併せて非貫通形3枚窓の前面の貫通化を実施している。下回りは木造車のままであり、トラス棒が残されたままであった。1972年（昭和47年）に志度線に転属し、1975年（昭和50年）に長尾線に転属。1994年（平成6年）、瓦町駅近代化に伴う志度線分断により、再度志度線に転属となる。1999年（平成11年）廃車となる。
220は1965年（昭和40年）に鋼体化改造されるが、同時に電装化され、両運転台の制御電動車60形67に改番している。220の鋼体化改造は230の場合と異なり、旧車体の窓配置を残したまま行われたため、側面の客用扉は3扉、客用窓も一段窓のままであった。なお、230同様前面は貫通形となっている。
210は鋼体化改造されないまま、1969年（昭和44年）に廃車となっている。

## 車両諸元
データは230のもの
- 全長：15,025 mm
- 全幅：2,640 mm
- 全高：3,680 mm
- 重量：22.0 t
- 定員：100名（座席40名）
- 台車：BW78-25AA

宮城電気鉄道サハ301形（参考）
- 全長：15,025 mm
- 全幅：2,715 mm
- 全高：3,650 mm
- 重量：24.0 t
- 定員：100名